# Le Trimardeur
Pour plus de détails, voir Fiche technique et Distribution.
Le Trimardeur (ou Le gendarme sauve le voleur) est un film muet français réalisé par Georges Denola, sorti en 1910.

## Fiche technique
- Titre : Le Trimardeur
- Titre alternatif : Le gendarme sauve le voleur
- Réalisation : Georges Denola
- Scénario : André Cury
- Photographie :
- Montage :
- Société de production : Société cinématographique des auteurs et gens de lettres (S.C.A.G.L.)
- Société de distribution : Pathé frères
- Pays d'origine :  France
- Langue : français
- Métrage : 435 mètres
- Format : Noir et blanc — 35 mm — 1,33:1 — Muet
- Genre : Film dramatique
- Durée : 15 minutes
- Dates de sortie : 
  -  France : 1910

## Distribution
- Louis Ravet : Le trimardeur
- Charles Mosnier : le gendarme
- Eugénie Nau
- Gaston Sainrat
- Paul Fromet
- Augusta Vallée
- Gabriel Briand
- Édouard Delmy
- Grégoire
- Loriano
- Benoît